# Lang Ťing-šan

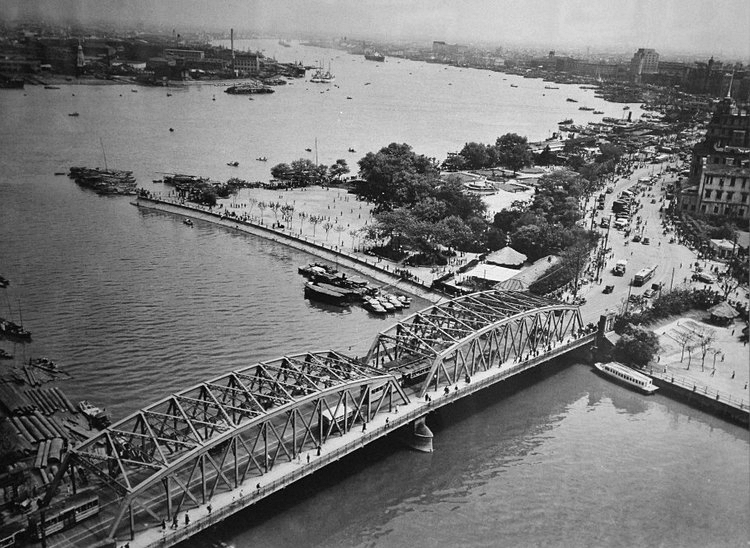
Šanghajský most Waibaidu

Lang Ťing-šan (čínsky 郎靜山; 4. srpna 1892 Chuaj-an – 13. dubna 1995, Tchaj-pej), také známý jako Long Chin-san nebo Lang Ching-shan, byl průkopník fotografie a jeden z prvních čínských fotožurnalistů. Byl nazýván „nepochybně nejvýznamnější postavou v historii čínské umělecké fotografie“ a „Otcem asijské fotografie“. V roce 1937 se tal členem Královské fotografické společnosti a v roce 1940 získal Associateship a v roce 1942 získal Fellowship. a v roce 1980 ho Americká fotografická společnost jmenovala jedním z deseti největších světových fotografů. Byl prvním čínským fotografem, který pořídil umělecké snímky aktu a byl také známý technikou „kompozitní fotografie“, kterou používal, a která se později stala hojně užívanou i dalšími fotografy.

## Životopis
Lang Ťing-šan se narodil v Chuaj-anu v provincii Ťiang-su v roce 1892, ale podle čínské konvence byl považován za rodáka z rodného města svých předků Lanxi, Zhejiang. Jeho otec Lang Jintang (郎 錦堂) byl vojenským důstojníkem dynastie Čching, který se zajímal o umění a fotografii. Ve věku 12 let, když byl Jingshan studentem střední školy Nanyang v Šanghaji, absolvoval první lekce v oboru fotografie od svého učitele umění Li Jinglana (李靖蘭), který ho poučil o principech kompozice a fotografické techniky.

## Kariéra
V roce 1911 začal Lang pracovat pro reklamní časopisy Shen Bao v Šanghaji. V roce 1926 se přidal k novinám Eastern Times (時報) jako jeden z prvních čínských fotožurnalistů. V roce 1928 Hu Boxiang (胡伯翔), Chen Wanli (陳 萬里) a Zhang Xiuzhen (張秀珍) založili v Šanghaji Čínskou fotografickou asociaci, první čínskou asociaci uměleckých fotografií. Klíčovými účastníky společnosti byli Lang, Hu a manhua (komiksový) umělec Ding Song.

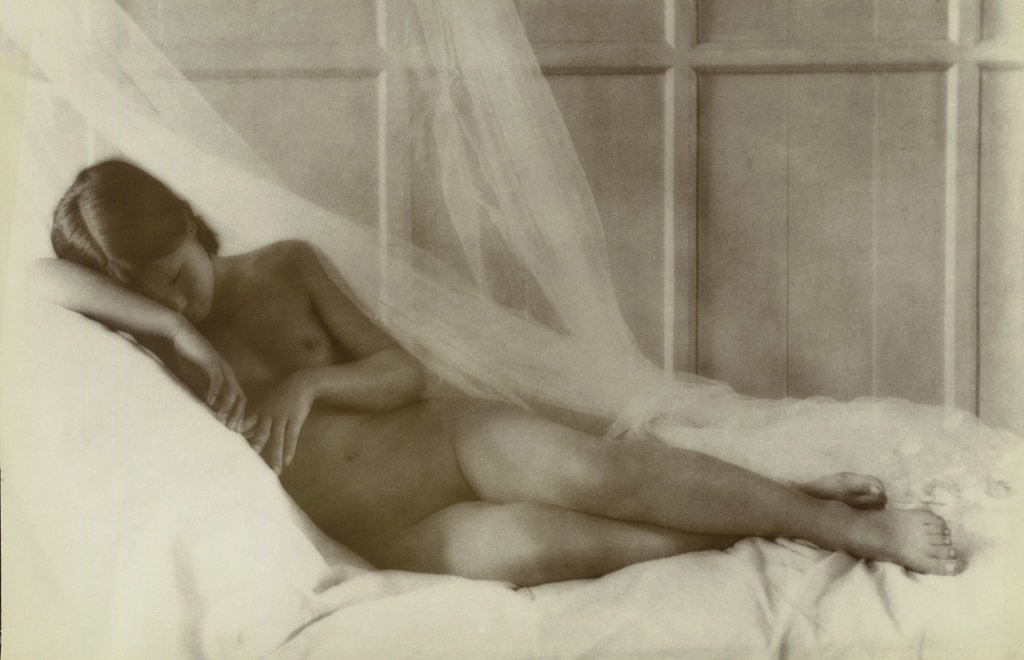
Meditace, 1928, nejstarší dochovaná čínská umělecká fotografie aktu

Langova práce byla mnohotvárná. Práce v komerčních novinách z něj učinily jednoho z prvních čínských fotožurnalistů, ale jeho práce v jiných oblastech dávala přednost uměleckým hodnotám. V roce 1928 pořídil snímek dívky Meditace, který je považován za nejstarší dochovanou čínskou uměleckou fotografii aktu (otec modelky ji zbil, když zjistil, co udělala). V roce 1930 vydal Album of Nude Photographs, jako první v Číně. Vystavoval často své vlastní dílo, včetně After the Tang Masters na výstavě Královské fotografické společnosti roku 1937 a Majestátní samota (1937) na výstavě Královské fotografické společnosti roku 1940.
Krátce experimentoval s modernistickým stylem, jako byly fotografie architektury, které zdůrazňovaly abstraktní formy. Na druhé straně textura a kompozice Langovy krajinářské fotografie čerpala z tradiční čínské inkoustové malby scény a krajiny. Těchto efektů dosáhl tím, že přes sebe položil několik obrázků a na tisk použil štětec a inkoust. Spolu se svým přítelem Hu Boxiangem založil několik fotografických skupin a uspořádal řadu výstav, které cestovaly také do Japonska, Spojených států a Anglie.

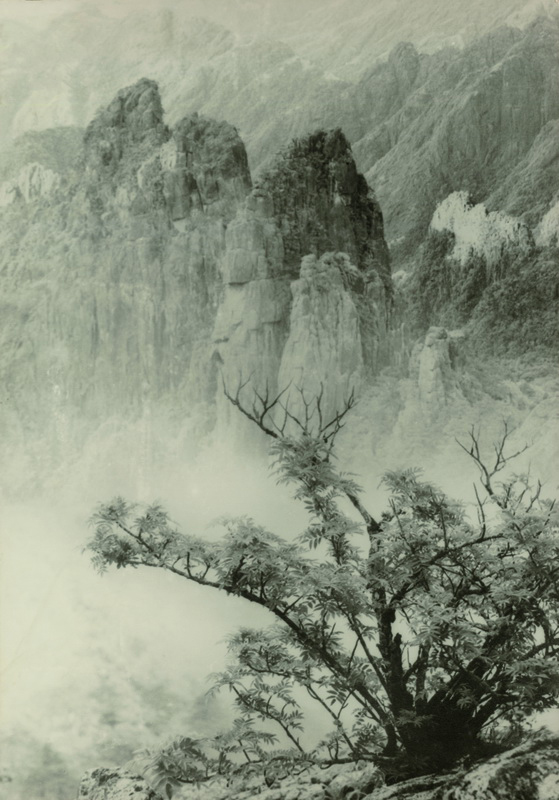
Majestátní samota, ve stylu tradiční čínské malby, 1934

V roce 1939 uspořádal na Aurora University v Šanghaji výstavu svých děl, která předvedla koncepty čínské malby ve fotografii. Když Japonsko během druhé čínsko-japonské války okupovalo Šanghaj, přestěhoval se do vnitrozemské provincie S’-čchuan a do Šanghaje se vrátil po válce. S komunistickým převzetím pevninské Číny se v létě 1949 přestěhoval na Tchaj-wan, ale většinu svého fotografického vybavení musel opustit. Lang v roce 1950 spoluzaložil asociaci čínských spisovatelů a umělců. V březnu 1953 byla v Tchaj-peji znovu zřízena Čínská fotografická asociace a Lang působil jako její ředitel 42 let.
Na začátku šedesátých let se fotografie Langa Jingshana přiklonily ke kreativní krajině s figurami, z nichž mnohé byly postaveny na obrazech malíře Čanga Ta-čchiena a jsou důkazem taoistického vlivu. Získal ocenění od ministerstva školství. V roce 1968 navštívil USA a továrny firmy Kodak ve státě New York. V letech 1981 a 1983 měl samostatné retrospektivní výstavy ve Francii a v roce 1984 v Hongkongu. V roce 1991 se v Palácovém muzeu konala „Pekingská stoletá výstava Langa Ching-shana“.
V říjnu 2013 uspořádalo Národní muzeum umění Číny (NAMOC) speciální výstavu Langova umění s názvem „Vzdálená melodie tichých hor“. Langova dcera Yuwen věnovala muzeu NAMOC 134 jeho děl, včetně významného snímku Meditace.

## Styl a vlivy
Lang se zavázal učit a šířit své myšlenky o čínské fotografii. Byl ovlivněn fotografickým průkopníkem a spisovatelem Liem Bannongem, který již v roce 1928 tvrdil, že Čína by měla mít svůj vlastní styl zakořeněný v čínské kultuře. Na oplátku on a jeho styl ovlivnili mladší fotografy jako byli například Liu Xucang nebo Tchan Fou-li, kteří pracovali v Hongkongu. V únoru 1942 publikoval důležitý článek s názvem Komponované obrázky a čínské umění v časopise Royal Photographic Society's Journal, který reprodukoval a komentoval jeho fotografii Au Printemps.

## Osobní život
Lang se oženil čtyřikrát a měl patnáct synů a dcer. Zemřel 13. dubna 1995 v Tchaj-peji ve věku 102 let.

## Vybraná díla

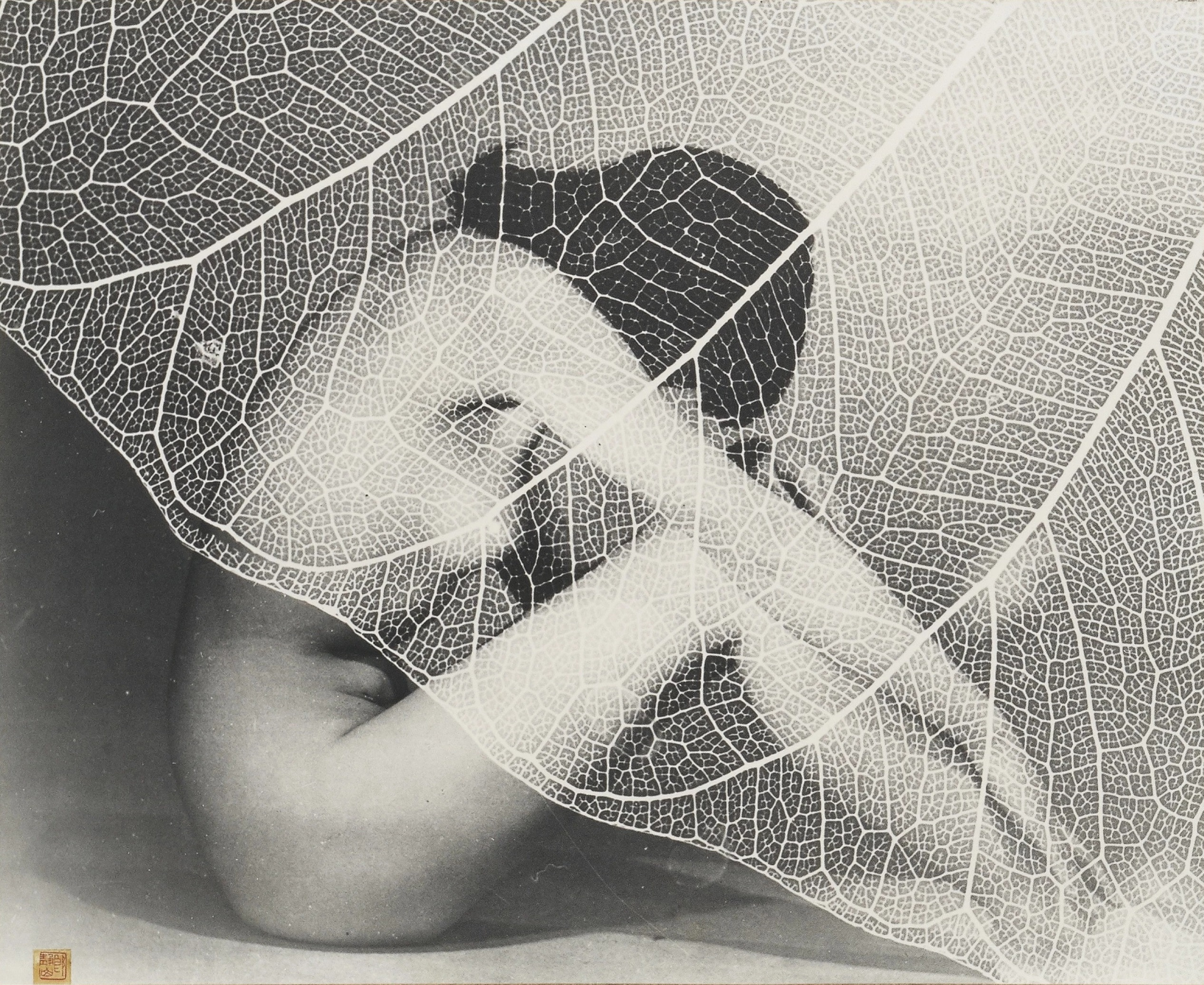
Akt, obraz vytvořený složením dvou snímků, 1932
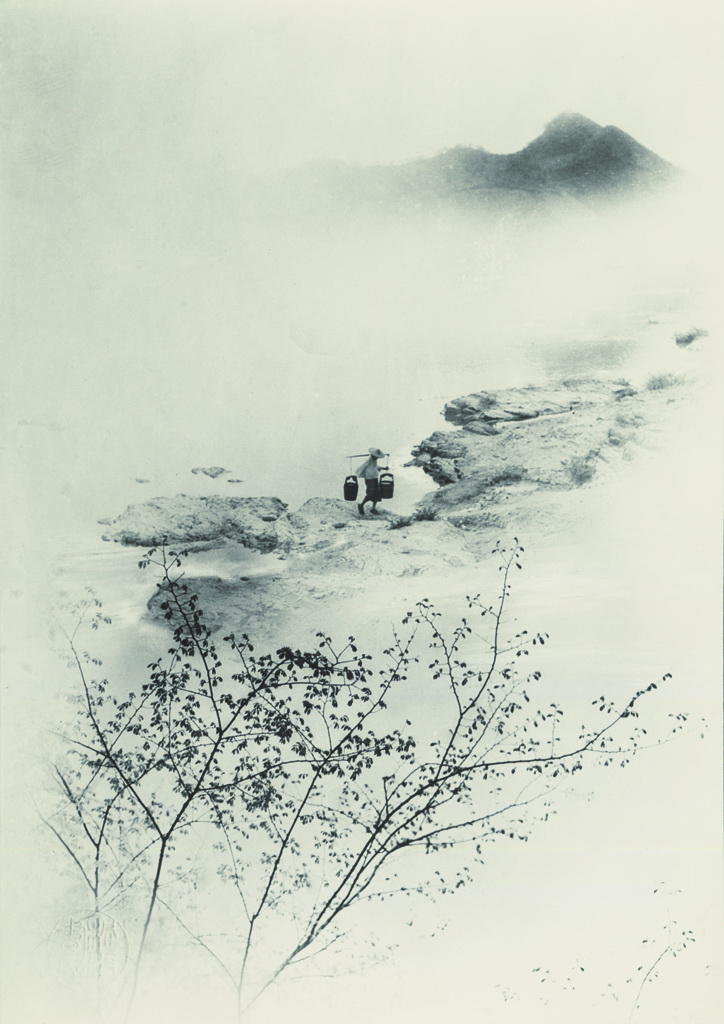
Řeka za úsvitu, 1934
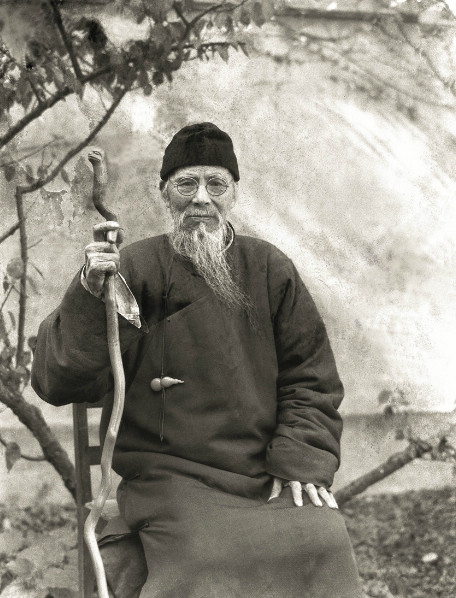
Čínský malíř Čchi Paj-š’, portrét, 1930–1940
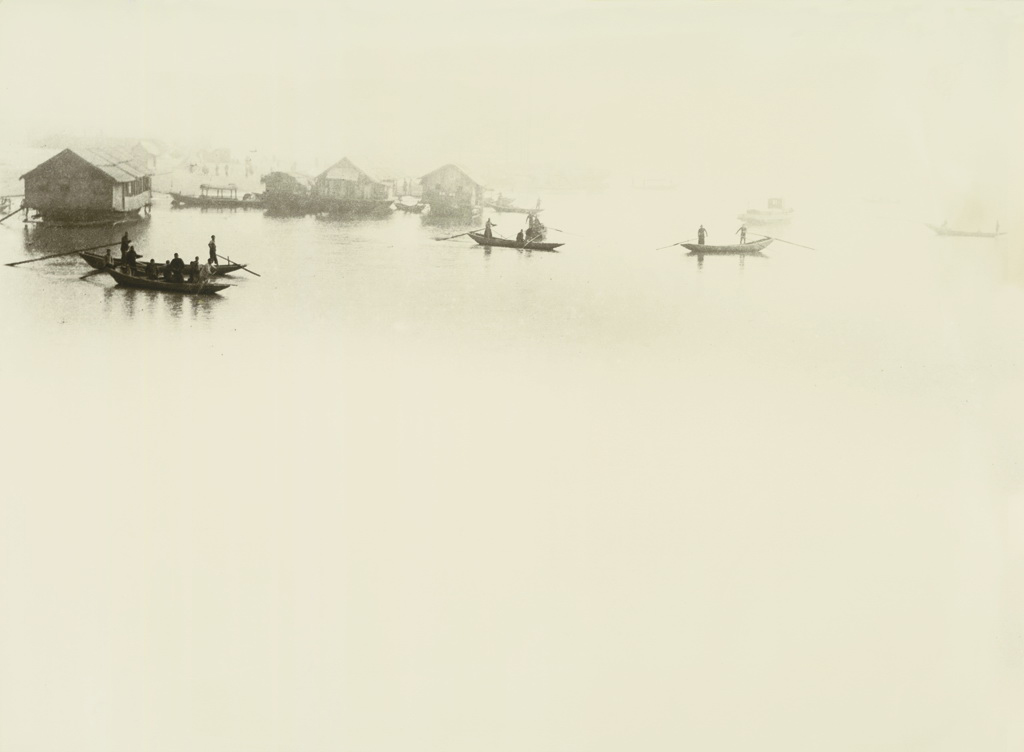
Loďky na řece v mlze, 1937
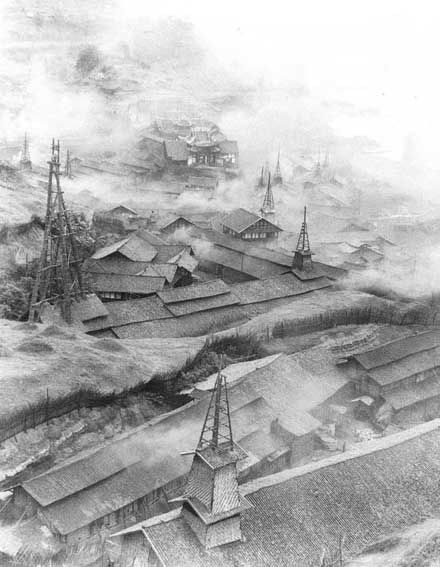
Vesnice
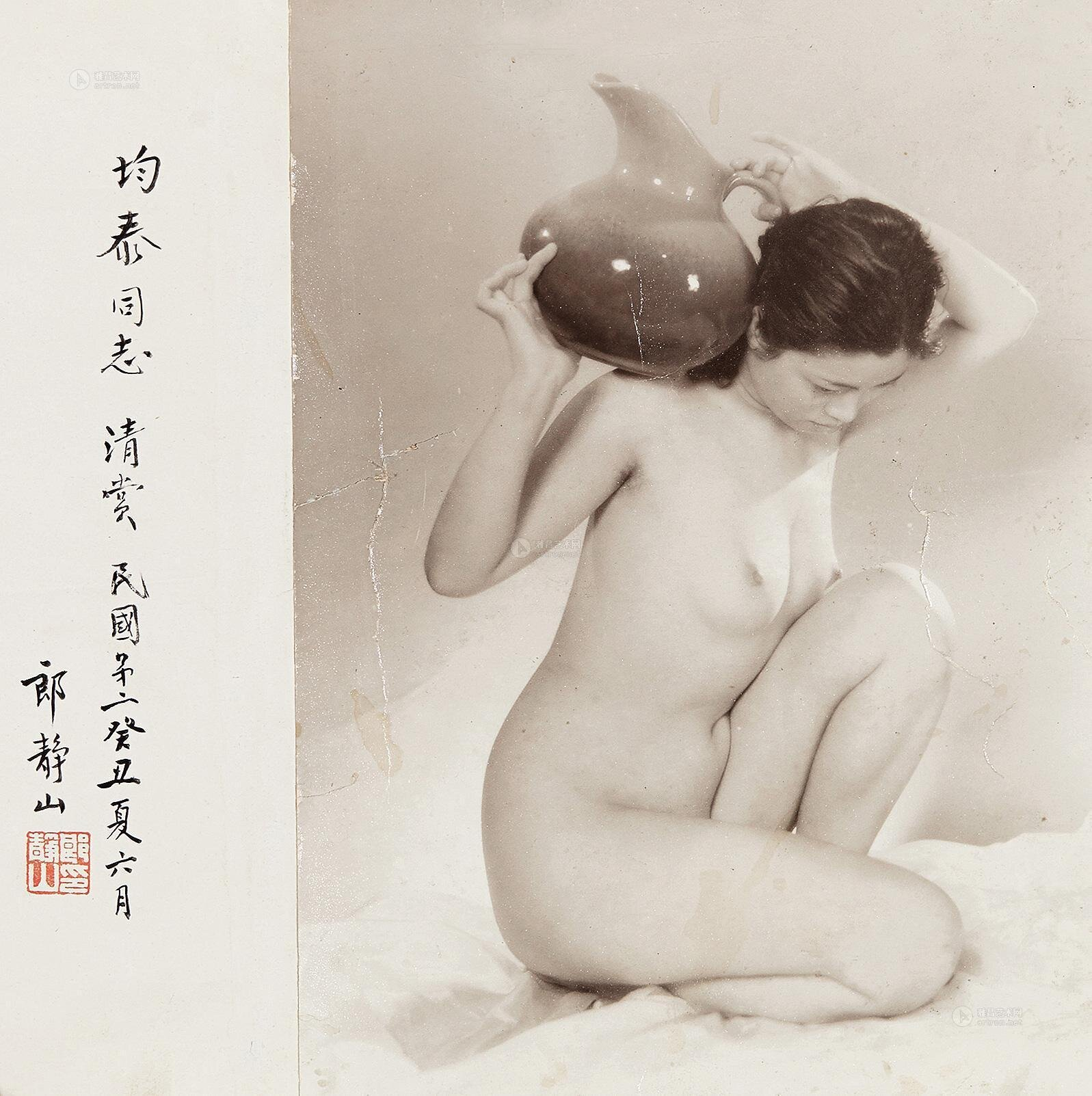
Akt
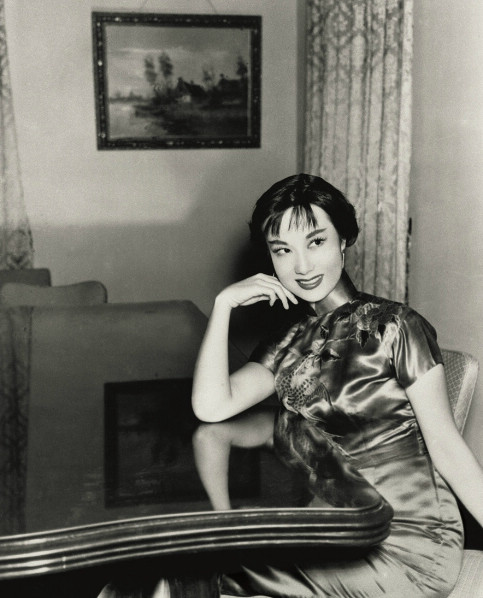
Li Lihua
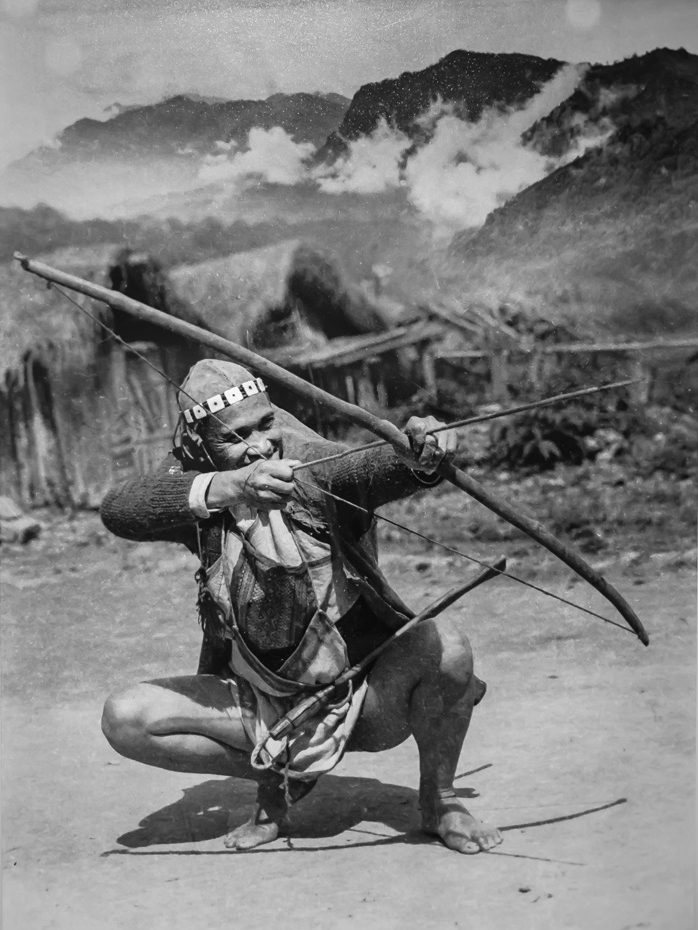
Tchajwanský Aboridžinec, 1950–1960
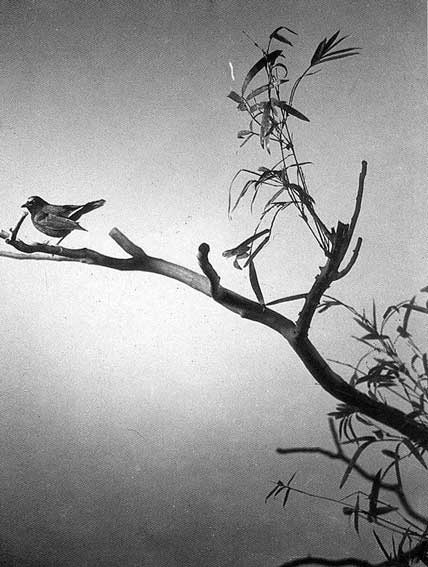
Pták